# Karl Hartung (Antiquar)
Karl Hartung (* 4. September 1914 in Bad Ischl; † 26. Oktober 2012 in München) war ein deutscher Antiquar und Auktionator. Er war über 80 Jahre in seinem Metier tätig, seit 1971 als Leiter des Auktionshauses Hartung & Karl, seit 1989, nach dem Eintritt seines Sohnes Felix, als Geschäftsführer von „Hartung & Hartung“, das sich am Karolinenplatz in München befindet. In Medienberichten zu seinem Tod wurde er als „einer der großen seines Faches“ bezeichnet.

## Leben
Karl Hartung wurde im oberösterreichischen Bad Ischl geboren, wuchs allerdings in München-Schwabing auf. Als Lehrling kam er im Jahr 1929 in die Firma Karl & Faber, die der Barockexperte Curt von Faber du Faur und der Kunsthistoriker Georg Karl in München gegründet hatten.
In den 1930er-Jahren war der Verkauf der Fürstlich Oettingen-Wallersteinschen Bibliothek durch Karl & Faber, die in acht Auktionen geschah, ein bedeutendes Ereignis.
Nach dem Zweiten Weltkrieg bauten Georg Karl und Karl Hartung die Firma wieder auf, Hartung wurde 1966 Teilhaber. 1971 wurden die Auktion von Kunst und die von Büchern aufgetrennt: Hartung & Karl war für die Auktion von Büchern zuständig, Karl & Faber für die Auktion von Kunst. 1989 trat Karl Hartungs Sohn Felix Hartung in die Firma ein, die er heute gemeinsam mit seiner Schwester Katharina Hartung leitet.
Die Firmen von Hartung versteigerten etwa die Bücher der Kaiserin Elisabeth von Österreich (1978), die Fachbibliothek des Gastronoms Alfred Walterspiel (1984), die angebliche „Schlossbibliothek Triefenstein“ (1995) und den Schriftennachlass des Frankfurter Sammlers Carl Hagemann.
Hartung war über viele Jahre Mitglied des Vorstands des Verbandes Deutscher Antiquare und Mitglied im Präsidium des von ihm mitbegründeten "Bundesverbandes Deutscher Kunstversteigerer".
Hartung leitete noch bis in das Jahr seines Todes Versteigerungen seiner Firma, die „zu den ersten Adressen der Zunft zählt und internationales Renommee genießt“. Die Firma Hartung & Hartung hat etwa im Jahr 2008 eine Schätzung des Wertes des Nachlasses von Karl May erstellt und diesen auf sieben Millionen Euro geschätzt.
Karl Hartung wurde auf dem Westfriedhof München beerdigt.